# Национальные легионы
Национальные легионы (фр. Légions nationales) — воинские формирования, созданные французским королём Франциском I в 1534 году. 
В 1534 г. из существовавших до того отдельных отрядов было образовано 17 легионов, наименованных по областям. Каждый легион был силою в 6 тыс. человек и состоял из 2 тыс. аркебузеров, 2 тыс. копейщиков и стольких же алебардистов. Легион делился на 6 когорт. 
Но легионы просуществовали недолго, и французская армия перешла к прежнему разделению на «банды».